# Pourquoi j'ai pas mangé mon père
Pourquoi j'ai pas mangé mon père (francès: Per què no em vull menjar el meu pare),  és una pel·lícula de comèdia d'animació del 2015 dirigida per Jamel Debbouze en col·laboració. amb el productor Fred Fougea. La pel·lícula és una adaptació solta de la novel·la de 1960 L'Home mico del Plistocè o Per què em vaig cruspir el pare de Roy Lewis a partir d'un guió original de Fred Fougea i Jean-Luc Fromental.

## Argument
Édouard és el fill gran del rei dels simis. Però a causa del seu aspecte insignificant, va ser rebutjat per la seva tribu en néixer. Per tant, va créixer lluny de la seva família. Amb l'Ian, que esdevé el seu amic, descobreix el foc, la caça, l'hàbitat modern, l'amor i fins i tot l'esperança. Generós, arribarà tan llunycom per conduir el seu poble amb brillantor i humor cap a la veritable humanitat.

## Repartiment de veu
- Jamel Debbouze com Édouard.
- Mélissa Theuriau com a Lucy.
- Arié Elmaleh com a Ian.
- Patrice Thibaud com a Vladimir
- Christian Hecq com a Siméon.
- Youssef Hajdi com a Marcel.
- Adrien Antoine com a Vania.
- Diouc Koma com a Vania. (captura de moviment)
- Johanna Hilairecom a Gudule.
- Dorothée Pousséo com Myrtille.
- Dominique Magloire com a Mamacita.
- Enzo Ratsito com a Diego.
- Charlotte des Georges i Melanie Cooper com a Fleura
- Nathalie Homs  com a La bruixa
- Georgette Kala-Lobé com La bruixa. (captura de moviment)
- Cyril Casmèze com a Hubert.
- Dominique Magloire com a Mamacita.
- D'Jal i Tracey Ayer  com a portuguès prehistòric.

## Producció
La pel·lícula està rodada completament en captura de moviment. Gràcies a aquest procés, Louis de Funès, que va morir l'any 1983, va poder servir de model per al personatge de Vladimir, ja que els animadors van utilitzar imatges de les seves pel·lícules.
Rodada en un plató de 150 m2 amb 60 càmeras, utilitza auriculars especials per capturar el moviment facial. Amb un finançament i una localització no correlacionats, la producció va comercialitzar les cares de diversos personatges a Itàlia i la Xina per, d'una banda, obtenir inversions, i de l'altra per generar un interès addicional a les sales durant l'estrena en aquests països. Tota la postproducció (il·luminació, renderització, composició) va ser realitzada per Prana Studios a l'Índia.

## Recepció
A França va rebre va rebre crítiques contradictòries a la premsa. Al diari de notícies Le Monde, Isabelle Regnier va lloar "l'irresistiblement divertit verb de Debbouze". A L'Express, creien que “la forma serveix de meravella a la substància” i que “l'animació és magnífica”. Al setmanari cultural Télérama Guillemette Odicino va remarcar que "Jamel ho vol dir tot -i ho entenem- en hora i mitja, sobre la discapacitat, els suburbis, amor, fraternitat i conviure millor" i que l'escenari resultant és una mica "tot", però jutja que tot segueix sent una "bona sorpresa", que compara amb "una Disney sobre música soul, escrita per Gérard Oury de Rabbi Jacob. A Le Journal du Dimanche, Danielle Attali jutja la pel·lícula "intel·ligent, animada, divertida i commovedora" i està convençut en particular per l'univers "còmic i encantador" al qual es troba afegit a un toc de poesia; només lamenta que la segona part perdi energia per ser més demostrativa. A Ouest France, Pierre Fornerod troba que és "fascinat per la tècnica de captura de moviment i 3D, [la pel·lícula] de vegades s'oblida de fer riure", però afegeix que l'última part de la pel·lícula millora des d'aquest punt de vista.
Altres crítics no estan del tot convençuts. El diari gratuït Metro va publicar així dues ressenyes, una molt favorable i l'altra molt negativa. En la primera, Marilyne Letertre creu que la pel·lícula "de fet conté tots els requisits d'una producció juvenil: ritme, aventura, humor accessible a tothom i amor, en el sentit ampli del terme" i saluda el seu èxit artístic i gràfic. Critica alguns dels crítics per "atacar a Jamel quan Jamel fa la seva primera pel·lícula" mentre que ningú critica a Woody Allen per "filmar babaus de Nova York durant dècades". En canvi, Mehdi Omaïs, mentre celebra l'assumpció de riscos de Jamel Debbouze i el seu treball per portar la novel·la de Roy Lewis a la pantalla, considera el resultat decebedor, jutjant els escenaris i els personatges lletjos i l'escriptura "desigual, inacabada i carregada de metàfores de manera tan inesperada com un elefant atrapat en una botiga de porcellana (amb exclusió, entre d'altres)" i tenia "la sensació constant de donar suport a un espectacle individual que realment no tenia el seu lloc en el context d'una pel·lícula d'animació" que li hauria agradat que fos més universal. A Marianne Danièle Heymann descriu la primera producció de Jamel Debbouze com "sovint espectacular, terriblement sorollosa, estèticament qüestionable i de vegades extremadament commovedora". A al revista de cinema Positif, Philippe Rouyer lamenta "l'agitació perpètua que sembla que s'ha convertit en la norma de les superproduccions en els últims anys" però elogia "l'actuació tècnica i uns bons gags que juguen amb anacronismes per girar la metàfora dels suburbis i dibuixar un fantasejat autoretrat del carismàtic Jamel.
Entre les crítiques més negatives, el setmanari L'Obs l'anomena "nyap totalment indigerible", Le Figaro un "fracàs" amb un "guió lent" i un "diàleg molt banal". Per Critikat, van anomenar la pel·lícula "enredada en una producció roncant" servida per la volubilitat de Debbouze "de vegades indigerible".
Al web d'Allociné, la premsa li dóna una mitjana de 3,1/5 a partir de 28 ressenyes de premsa. Els espectadors li donen una mitjana de 2,3/5 basant-se en 2.261 puntuacions que inclouen 387 ressenyes.
La pel·lícula va rebre crítiques negatives a nivell internacional per les seves aparicions a vall inquietant, alguns crítics van considerar la pel·lícula ja que copiava elements de The Lion King i Els Croods.

## Taquilla
Estrenada a França, durant les vacances de Setmana Santa i després d'una campanya de màrqueting agressiva, la pel·lícula va aconseguir un cert èxit amb una mica més de 656.000 entrades la primera setmana, després la pel·lícula es va esgotar amb una mica més de 500.000 entrades a la segona setmana. 424.000 la tercera setmana i una mica més de 388.000 la quarta setmana, o 1,9 milions d'entrades en un mes. L'efecte boca-orella no va funcionar per a la pel·lícula i després de set setmanes d'exhibició en més de 700 sales, la pel·lícula va acumular 2,3 milions d'entrades. A finals del 2015 va ser una de les 13 pel·lícules franceses que van superar el milió d'entrades durant l'any i va totalitzar 2,4 milions d'entrades.
Amb un pressupost oficial de 32 milions d'euros sense incloure la campanya de màrqueting, la pel·lícula necessitava moltes més entrades per ser rendible. Per tant, els resultats són força negatius per al distribuïdor Pathé que va recuperar uns 20 milions dels 32 que li va costar.